# Eotetranychus brickelliae
Eotetranychus brickelliae är en spindeldjursart som beskrevs av Tuttle, Baker och Abbatiello 1974. Eotetranychus brickelliae ingår i släktet Eotetranychus och familjen Tetranychidae. Inga underarter finns listade i Catalogue of Life.